# Privacidad por diseño
El enfoque de la privacidad por diseño es una metodología de ingeniería de sistemas que surgió originalmente de la labor de Ann Cavoukian y se formalizó en un informe conjunto elaborado por el Comisionado de Información y Privacidad de Ontario (Canadá), la Autoridad de Protección de Datos de los Países Bajos y la Organización para la Investigación Científica Aplicada en los Países Bajos en 1995. Este marco, que se publicó en 2009, fue adoptado por la Asamblea Internacional de Comisionados de Privacidad y Autoridades de Protección de Datos en 2010. La privacidad por diseño establece que la privacidad debe ser considerada en todo el proceso de ingeniería. Es un ejemplo de diseño que valora y toma en cuenta los aspectos humanos de manera definida a lo largo de todo el proceso.
El enfoque de privacidad de Cavoukian ha recibido críticas por su falta de especificidad, dificultades en su aplicación y su adaptación a ciertas disciplinas, así como por los desafíos que presenta para su implementación en infraestructuras en red. Además, se le acusa de priorizar los intereses corporativos sobre los intereses de los consumidores y de no poner suficiente énfasis en la minimización de la recopilación de datos. Sin embargo, los avances recientes en informática e ingeniería de datos, como la capacidad de codificar la privacidad en los datos y la disponibilidad de tecnologías de mejora de la privacidad (PET) de alta calidad, han compensado en parte estas críticas y han facilitado la implementación de los principios en entornos del mundo real.
El reglamento europeo GDPR incorpora privacidad por diseño.

## Historia y antecedentes
El marco de privacidad por diseño se originó gracias al trabajo de Ann Cavoukian, quien en ese entonces era la Comisionada de Información y Privacidad de Ontario. En colaboración con la Autoridad de Protección de Datos Holandesa y la Organización Holandesa para la Investigación Científica Aplicada, se desarrolló este marco en 1995. Un hito importante ocurrió en 2009, cuando el Comisionado de Información y Privacidad de Ontario organizó conjuntamente con la Autoridad de Leyes, Información y Tecnología de Israel el evento "Privacidad por Diseño: El Taller Definitivo" en la 31ª Conferencia Internacional del Comisionado de Privacidad y Protección de Datos.
En el año 2010, el marco de privacidad por diseño alcanzó reconocimiento a nivel internacional cuando la Asamblea Internacional de Comisionados de Privacidad y Autoridades de Protección de Datos aprobó por unanimidad una resolución en su conferencia anual. Esta resolución reconoció a la privacidad por diseño como un estándar internacional. Entre los compromisos adoptados por los comisionados, se acordó promover ampliamente la privacidad por diseño y fomentar su incorporación en políticas y legislaciones.

## Principios fundamentales
La privacidad por diseño se basa en siete "principios fundamentales":
1. Proactivo no reactivo; preventivo no correctivo[2][13][14][15]
2. Privacidad como configuración predeterminada[2][13][14][15]
3. Privacidad integrada en el diseño[2][13][14][15]
4. Funcionalidad completa: suma positiva, no suma cero[2][13][14][15]
5. Seguridad de extremo a extremo: protección completa del ciclo de vida[2][13][14][15]
6. Visibilidad y transparencia: manténgalo abierto[2][13][14][15]
7. Respeto por la privacidad del usuario: debe mantenerse centrada en el usuario[2][13][14][15]

Los principios han sido citados en más de quinientos artículos que hacen referencia al libro blanco sobre privacidad por diseño en la ley, la política y la práctica de Ann Cavoukian .

### Principios en detalle

#### Proactivo no reactivo; preventivo no reparador
El enfoque de "privacidad por diseño" implica adoptar una mentalidad proactiva en lugar de reactiva al diseñar productos y servicios. Se trata de prever y prevenir situaciones que puedan afectar la privacidad antes de que sucedan. En lugar de esperar a que surjan riesgos de privacidad y luego intentar solucionarlos, el objetivo es evitarlos desde el principio.

#### Privacidad por defecto
La privacidad por diseño busca asegurar que los datos personales estén protegidos de forma automática en cualquier sistema o práctica comercial, con el fin de ofrecer el mayor grado posible de privacidad. Esto significa que, si una persona no hace nada, su privacidad permanece protegida. No es necesario que el individuo tome ninguna acción para proteger su privacidad, ya que la protección está integrada en el sistema por defecto.

##### Prácticas de la privacidad por defecto
- Especificación del propósito: se debe comunicar claramente a los interesados en el momento o antes de que ocurra cualquier recopilación, retención o uso de datos, y los propósitos deben ser limitados y relevantes para las necesidades establecidas.[13]
- Limitación de la recopilación: la recopilación de datos debe ser justa, legal y limitada al propósito declarado.[13]
- Minimización de datos: la recopilación de datos debe minimizarse tanto como sea posible, y las tecnologías deben tener por defecto que los usuarios no sean identificables ni observables o que se minimicen si es absolutamente necesario.[13]
- Uso, retención y divulgación: el uso, la retención y la divulgación de datos deben ser limitados y solo para lo que se haya autorizado, con excepciones por ley. La información solo debe conservarse durante el tiempo indicado necesario y luego borrarse de forma segura.[13]

#### Privacidad integrada en el diseño
La privacidad por diseño es parte integrante del diseño y la arquitectura de los sistemas y de las prácticas comerciales, no es un añadido que se instala después. Como resultado, la privacidad se convierte en un componente esencial de la funcionalidad principal del sistema, sin que esto afecte su rendimiento. La privacidad es una parte integral del sistema y no disminuye su funcionalidad.

#### Funcionalidad completa: suma positiva, no suma cero
La privacidad por diseño tiene como objetivo satisfacer de manera positiva todos los intereses y objetivos legítimos, en lugar de adoptar un enfoque obsoleto de "suma cero" que implica hacer concesiones innecesarias. Este enfoque evita la falsa dicotomía entre la privacidad y la seguridad, demostrando que es posible tener ambas.

#### Seguridad de extremo a extremo: protección completa del ciclo de vida
La privacidad por diseño se implementa desde el comienzo del proceso, antes de la recopilación del primer dato, y se mantiene a lo largo de todo el ciclo de vida de la información involucrada. La seguridad sólida es esencial para la privacidad en cada etapa, desde el inicio hasta el final del proceso. Esto asegura que los datos se mantengan de manera segura y se destruyan de manera segura y oportuna al final del ciclo de vida.

#### Visibilidad y transparencia: manténgalo abierto
La privacidad por diseño tiene como objetivo asegurar a todas las partes involucradas que las prácticas comerciales y tecnologías funcionan según lo prometido y los objetivos establecidos, sujetos a una verificación independiente. Los componentes y operaciones son visibles y transparentes tanto para los usuarios como para los proveedores.

#### Respeto por la privacidad del usuario: debe mantenerse centrada en el usuario
La privacidad desde el diseño pone en primer lugar los intereses de los individuos, lo que implica que los arquitectos y operadores deben ofrecer medidas para garantizar su privacidad, como fuertes valores predeterminados de privacidad, avisos adecuados y opciones fáciles de usar. En resumen, la privacidad desde el diseño se enfoca en el usuario, ofreciendo medidas que priorizan sus intereses y necesidades para garantizar una experiencia segura y fácil de usar.

## Diseño y estándares
El Comité de Política del Consumidor (COPOLCO) presentó una propuesta a la Organización Internacional de Normalización (ISO) para una nueva norma ISO denominada "Protección del Consumidor: Privacidad por Diseño para Bienes y Servicios de Consumo" (ISO/PC317), la cual fue aprobada. El objetivo de este estándar es establecer un proceso de diseño para la creación de bienes y servicios de consumo que satisfagan las necesidades de privacidad de los consumidores en sus hogares, así como los requisitos de protección de datos personales. El Reino Unido actuará como secretaría y la norma contará con la participación de trece miembros y veinte observadores.
El Consejo de Estándares de Canadá es uno de los miembros que participan en la creación del nuevo estándar ISO/PC317 y ha establecido un comité canadiense espejo para su implementación.
La especificación PbD-SE del Comité Técnico de Documentación de Privacidad por Diseño para Ingenieros de Software (PbD-SE) OASIS proporciona una manera de implementar la privacidad por diseño en el contexto de la ingeniería de software. La privacidad por diseño y la seguridad por diseño son componentes clave en el proceso de desarrollo de software y una estrategia efectiva para reducir riesgos para los ingenieros de software. La especificación PbD-SE traduce los principios de privacidad por diseño en requisitos de conformidad dentro de las tareas de ingeniería de software, lo que ayuda a los equipos de desarrollo a producir evidencia de cumplimiento del principio de privacidad por diseño. Al seguir la especificación, se facilita la documentación de los requisitos de privacidad desde la concepción del software hasta su retiro, lo que proporciona un plan para cumplir con los principios de privacidad por diseño y guía para las mejores prácticas de privacidad, como los Principios de Práctica Justa de la Información (FIPP) (PMRM-1.0) y NIST SP 800-53 Apéndice J.

## Relación con las tecnologías de mejora de la privacidad
La privacidad por diseño se originó a partir de tecnologías de mejora de la privacidad (PET) en un informe conjunto de 1995 por Ann Cavoukian y John Borking. En 2007, la Comisión Europea proporcionó un memorando sobre los PET. En 2008, la Oficina del Comisionado de Información Británico encargó un informe titulado "Privacidad por diseño: una descripción general de las tecnologías de mejora de la privacidad".
La privacidad por diseño abarca múltiples aspectos, incluyendo la ingeniería de software y sistemas, así como elementos administrativos como los legales, de políticas y procedimientos, y otros controles organizacionales y contextos operativos. Esta práctica se originó a partir de los esfuerzos tempranos para integrar los principios de la práctica justa de la información en el diseño y la operación de tecnologías de la información y comunicaciones. Ann Cavoukian y John Borking, quienes eran comisionados adjuntos de privacidad en ese momento, desempeñaron un papel clave en la creación de la privacidad por diseño. En su publicación "Privacy by Design: Delivering the Promises", Peter Hustinx reconoce el informe conjunto que publicaron en 1995, "Privacy-Enhancing Technologies: The Path to Anonymity", que se centró en la exploración de tecnologías que permiten realizar transacciones de forma anónima.
Las tecnologías de mejora de la privacidad (PET) permiten a los usuarios proteger su información de identificación personal (PII) en línea, proporcionada y manejada por servicios o aplicaciones. Sin embargo, la privacidad por diseño se ha desarrollado para considerar sistemas y procesos más amplios en los que se integran y operan las PET. El Centro para la Democracia y la Tecnología de EE. UU. (CDT), en su publicación "The Role of Privacy by Design in Protecting Consumer Privacy", diferencia las PET de la privacidad por diseño y señala que, aunque las PET son herramientas útiles para el empoderamiento del usuario, forman solo una pieza de un marco más amplio que se debe considerar al analizar cómo se puede utilizar la tecnología para proteger la privacidad.

## Uso global
En julio de 1997, Alemania publicó un estatuto (§ 3 Sec. 4 Teledienstedatenschutzgesetz [Ley de protección de datos de teleservicios]). El nuevo Reglamento General de Protección de Datos (GDPR) de la UE incluye principios como la "protección de datos desde el diseño" y la "protección de datos por defecto", siendo este último un principio fundamental de la privacidad desde el diseño. El Comisionado de Privacidad de Canadá también aborda la privacidad por diseño en su informe sobre Privacidad, Confianza e Innovación: Construyendo la Ventaja Digital de Canadá. En 2012, la Comisión Federal de Comercio (FTC) de EE. UU. reconoció la privacidad por diseño como una de sus tres prácticas recomendadas para proteger la privacidad en línea en su informe titulado "Protección de la privacidad del consumidor en una era de cambios rápidos". La FTC incluyó la privacidad por diseño como uno de los pilares clave en su Informe Final del Comisionado sobre la Protección de la Privacidad del Consumidor. Además, el Comisionado de Privacidad y Protección de Datos del Estado de Victoria (CPDP) en Australia ha adoptado formalmente la privacidad por diseño como una política central para respaldar la gestión de la privacidad de la información en el sector público de Victoria. El sitio web de la Oficina del Comisionado de Información del Reino Unido destaca la importancia de la privacidad por diseño y la protección de datos por diseño y por defecto. En octubre de 2014, la Declaración de Mauricio sobre el Internet de las Cosas incluyó la privacidad por diseño y por defecto en la 36.ª Conferencia Internacional de Comisionados de Privacidad y Protección de Datos. El Comisionado de Privacidad para Datos Personales de Hong Kong también celebró una conferencia educativa sobre la importancia de la privacidad desde el diseño.
En el ámbito empresarial, Sidewalk Toronto se ha comprometido con la privacidad desde los principios de diseño, mientras que el director de privacidad de Microsoft, Brendon Lynch, ha escrito sobre la privacidad por diseño en un artículo llamado "Privacy by Design at Microsoft". Además, Deloitte se asocia con la privacidad por diseño de manera certificable confiable.

## Críticas y recomendaciones
Después de la resolución de los Comisionados Internacionales de Datos en 2010, el marco de privacidad por diseño se convirtió en un tema de debate académico. La resolución criticó la privacidad por diseño y sugirió que se involucre a expertos en derecho e ingeniería para comprender mejor cómo aplicar el marco en diferentes contextos.
Algunos críticos han considerado que la privacidad por diseño es una idea "vaga" que plantea "muchas preguntas sin respuesta" sobre su aplicación en el diseño de sistemas. Para abordar esta problemática, se han propuesto recomendaciones enfocadas en la minimización de datos, que pueden ser implementadas a través de prácticas de ingeniería de seguridad.
En 2007, expertos de la KU Leuven publicaron un documento titulado "Engineering Privacy by Design", donde señalaron que incorporar los requisitos de privacidad en los sistemas es un reto complejo, que requiere la traducción de preocupaciones éticas, legales y sociales en requisitos técnicos. Los principios de privacidad por diseño han sido criticados por ser vagos y dejar muchas preguntas sin respuesta en cuanto a su aplicación en el diseño de sistemas. Los autores del documento sugieren que la minimización de datos es un primer paso necesario y fundamental para diseñar sistemas que cumplan con los principios de privacidad por diseño. El objetivo del documento es proporcionar una visión inicial sobre la práctica de la privacidad por diseño desde una perspectiva de ingeniería, con el fin de acercar el conocimiento de los responsables políticos y los ingenieros. Sin embargo, un proyecto de la UE realizado diez años después confirmó que persisten las dificultades para traducir los principios legales en requisitos técnicos. En parte, esto se debe a que los principios legales son abstractos, abiertos a diferentes interpretaciones y excepciones, mientras que las prácticas de ingeniería requieren de definiciones formales y significados inequívocos de los conceptos de diseño.
Durante el año 2011, la Agencia Nacional Danesa de TI y Telecomunicaciones publicó un documento de debate que presentaba la privacidad por diseño como un objetivo fundamental para la creación de modelos de seguridad digital, y extendía el concepto a la "Seguridad por diseño". Esta ampliación del concepto busca equilibrar la privacidad y la vigilancia, eliminando la identificación en la medida de lo posible.
Una crítica adicional a la privacidad por diseño es que las definiciones actuales no abordan adecuadamente el aspecto metodológico de la ingeniería de sistemas. Esto incluye el uso de métodos de ingeniería de sistemas adecuados, que cubran el sistema completo y el ciclo de vida de los datos. Esta crítica se agudiza aún más con el surgimiento de iniciativas de infraestructuras digitales en red, como la ciudad inteligente o el Internet de las cosas. A diferencia de la privacidad por diseño que se ha centrado principalmente en las responsabilidades de organizaciones singulares para una determinada tecnología, estas iniciativas a menudo requieren la interoperabilidad de muchas tecnologías diferentes operadas por diferentes organizaciones. Por lo tanto, se necesita un cambio del diseño organizativo al de infraestructura para abordar estos desafíos de privacidad de manera efectiva.
Se ha cuestionado el enfoque de la privacidad por diseño ya que se centra en el diseñador del sistema en lugar del titular real de los datos, lo que puede socavar la confianza de los interesados y los responsables de la formulación de políticas. Además, esta falta de enfoque en el titular de los datos ha generado preocupaciones sobre si la privacidad por diseño cambiará la práctica de los derechos. Desde la perspectiva de la sociedad civil, algunos temen que un mal uso de estos enfoques pueda llevar a "Bluewashing", donde las organizaciones utilizan el diseño de privacidad para presentarse como más amigables con la privacidad de lo que realmente son.
Se ha argumentado que la privacidad por diseño es comparable a los esquemas de cumplimiento voluntario en las industrias que afectan el medio ambiente, lo que significa que puede carecer de la fuerza necesaria para ser efectiva y puede variar según la empresa. Además, el enfoque evolutivo actualmente adoptado para el desarrollo del concepto puede resultar en infracciones de privacidad debido a que implica permitir que los productos que invaden la privacidad sobrevivan hasta que se demuestre que no son aptos. Algunos críticos han señalado que ciertos modelos comerciales se basan en la vigilancia del cliente y la manipulación de datos, por lo que es poco probable que se cumpla de manera voluntaria.
En 2013, Rubinstein y Good llevaron a cabo un análisis contrafactual utilizando los incidentes de privacidad de Google y Facebook para identificar lecciones valiosas para los reguladores en la recomendación de la privacidad por diseño. En primer lugar, destacaron que serían más útiles para las empresas principios más detallados y ejemplos específicos. En segundo lugar, señalaron que la usabilidad es tan importante como los principios y prácticas de ingeniería. En tercer lugar, enfatizaron la necesidad de refinar y elaborar los principios de diseño, tanto en ingeniería de privacidad como en diseño de usabilidad, lo que incluye los esfuerzos para definir estándares internacionales de privacidad. Por último, señalaron que los reguladores deben hacer más que simplemente recomendar la adopción e implementación de la privacidad por diseño.
La implementación del GDPR, que incluye multas de hasta el 4% de la facturación global, ha abordado las críticas sobre el cumplimiento voluntario y ha respondido a la recomendación de Rubinstein y Good de que "los reguladores deben hacer más que simplemente recomendar la adopción e implementación de políticas de privacidad por diseño". Además, destacaron que la privacidad por diseño podría resultar en la creación de aplicaciones que ejemplifiquen este concepto y su trabajo fue bien recibido.
El supervisor europeo de protección de datos, Giovanni Buttarelli, en su dictamen preliminar de mayo de 2018 sobre la privacidad desde el diseño, reconoce que si bien ha habido progreso significativo en el desarrollo legal, tecnológico y conceptual de este enfoque, todavía tiene un potencial sin explotar para proteger los derechos fundamentales de las personas. En su opinión, se describen los desarrollos relevantes en la materia y se hacen recomendaciones para futuros esfuerzos.
A continuación, se presentan las recomendaciones a las instituciones de la UE que se incluyen en el resumen ejecutivo:
- Para garantizar una fuerte protección de la privacidad, incluida la privacidad por diseño, en el Reglamento de privacidad electrónica ,
- Apoyar la privacidad en todos los marcos legales que influyen en el diseño de la tecnología, aumentando los incentivos y fundamentando las obligaciones, incluidas las normas de responsabilidad adecuadas,
- Fomentar el despliegue y la adopción de enfoques de privacidad por diseño y PET en la UE y a nivel de los Estados miembros a través de medidas de implementación e iniciativas políticas apropiadas,
- Garantizar la competencia y los recursos para la investigación y el análisis de la ingeniería de la privacidad y las tecnologías de mejora de la privacidad a nivel de la UE, por parte de ENISA u otras entidades,
- Apoyar el desarrollo de nuevas prácticas y modelos comerciales a través de los instrumentos de investigación y desarrollo tecnológico de la UE,
- Apoyar a las administraciones públicas nacionales y de la UE para que integren requisitos apropiados de privacidad por diseño en la contratación pública,
- Apoyar un inventario y observatorio del “estado del arte” de la ingeniería de privacidad y PET y su avance.

El SEPD promete:
- Continuar promoviendo la privacidad desde el diseño, cuando corresponda en cooperación con otras autoridades de protección de datos en el Consejo Europeo de Protección de Datos (EDPB),
- Apoyar la aplicación coordinada y efectiva del artículo 25 del RGPD y disposiciones relacionadas,
- Proporcionar orientación a los controladores sobre la implementación adecuada del principio establecido en la base legal, y
- Junto con las autoridades de protección de datos de Austria, Irlanda y Schleswig-Holstein, otorgar aplicaciones amigables con la privacidad en el dominio de la salud móvil.[9]

## Implementando la privacidad por diseño
Se ha establecido el requisito de implementar la privacidad desde el diseño por parte del supervisor europeo de protección de datos, Giovanni Buttarelli. Para ello, la Agencia de la Unión Europea para la Seguridad de las Redes y la Información (ENISA) ha proporcionado un informe detallado, llamado "Privacy and Data Protection by Design – From Policy to Engineering", mientras que la Escuela de Verano sobre Criptografía y Privacidad en el Mundo Real ha ofrecido un tutorial sobre "Engineering Privacy by Design". Además, el proyecto OWASP Top 10 Privacy Risks para aplicaciones web brinda sugerencias sobre cómo implementar la privacidad por diseño en la práctica. La Documentación de Privacidad por Diseño de OASIS para Ingenieros de Software (PbD-SE) proporciona una extensión/complemento de privacidad al Lenguaje de Modelado Unificado (UML) de OMG y sirve como complemento al Lenguaje de Marcado de Control de Acceso Extensible (XACML) de OASIS y Modelo de referencia de gestión de la privacidad (PMRM). Por último, se desarrollan pautas de privacidad por diseño para poner en práctica las ideas de preservación de la privacidad en consejos procesables más granulares, como recomendaciones sobre cómo implementar la privacidad por diseño en sistemas de datos existentes.